# Marek Hucz

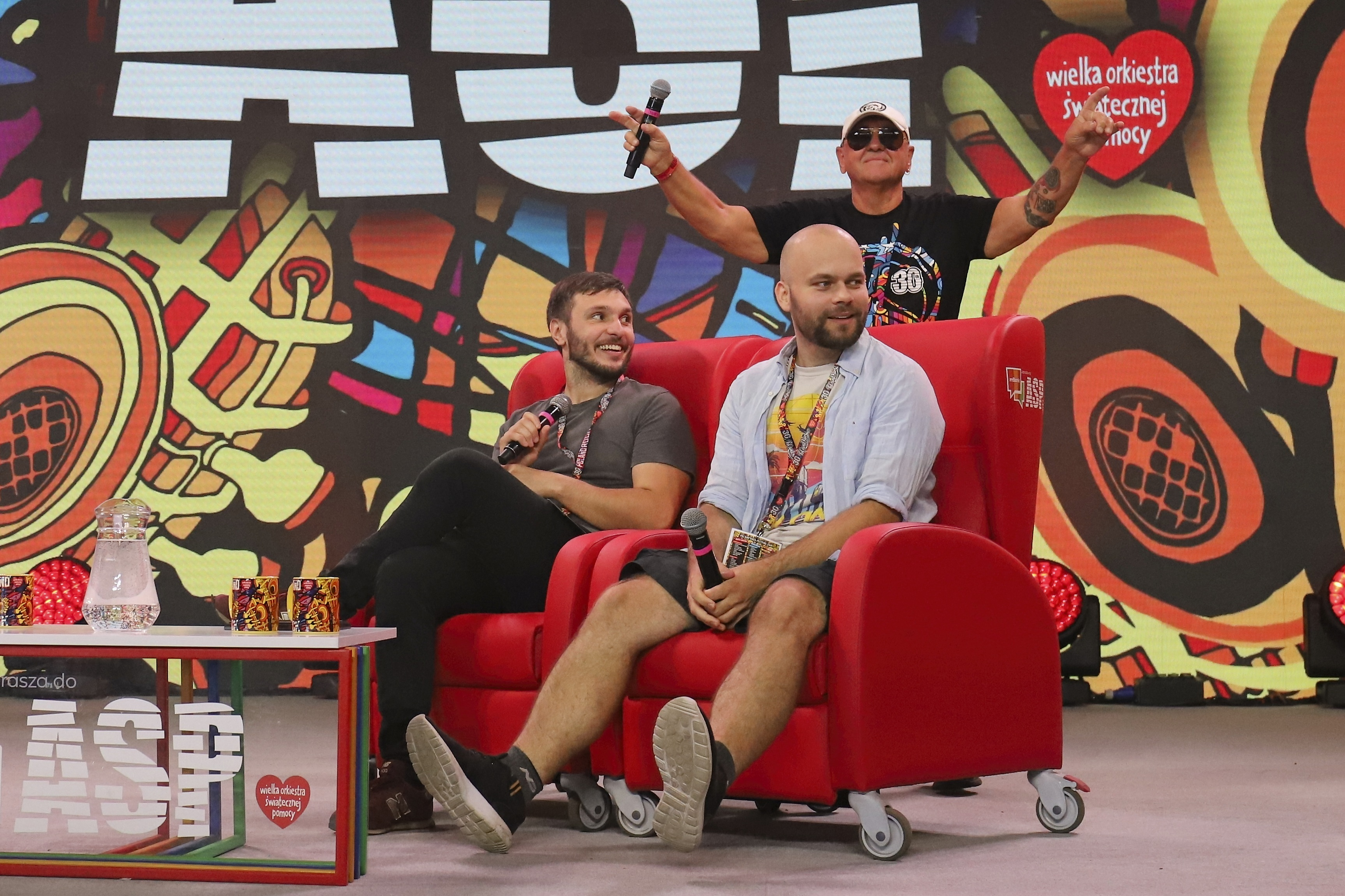
Marek Hucz z Janem Jurkowskim i Jerzym Owsiakiem

Marek Piotr Hucz (ur. 20 grudnia 1988 w Bytomiu) – polski aktor teatralny i filmowy, scenarzysta, producent i reżyser. Współzałożyciel Grupy Filmowej Darwin.

## Życiorys
Ukończył liceum ogólnokształcące w Zabrzu, gdzie współtworzył grupę teatralną 3xM, a następnie policealne studio aktorskie Lart studiO w Krakowie. W 2013 skończył studia na Wydziale aktorskim w krakowskiej Państwowej Wyższej Szkoły Teatralnej w klasie Doroty Segdy.

### Kariera aktorska
W 2009, na drugim roku studiów, debiutował na deskach Teatru Bagatela rolami w Woyzcku Georga Büchnera w reżyserii Andrzeja Domalika oraz Tramwaju zwanym pożądaniem w reżyserii Dariusza Starczewskiego. Następnie wystąpił w przedstawieniu dla dzieci Kubuś i reszta pod opieką Ewy Kaim. Na czwartym roku, zagrał w przedstawieniach dyplomowych: Nadobnisie i koczkodany w reżyserii Adama Nawojczyka, Ja-jestem-nim według opowiadań Etgara Kereta w reżyserii Szymona Kaczmarka oraz Healter Skelter – Czarna komedia z momentami metafizycznymi opartym na 44 listach ze świata płynnej nowoczesności Zygmunta Baumana w reżyserii Pawła Świątka. Pod opieką Doroty Segdy brał udział w czytaniu poematu Juliusza Słowackiego pt. Jan Bielecki w ramach cyklu Krakowski Salon Poezji w Teatrze Słowackiego. W Teatrze Łaźnia Nowa wystąpił w przedstawieniu Smutki tropików w reżyserii Pawła Świątka, natomiast w Teatrze TrzyRzecze w spektaklu Szczekające psy w reżyserii Tomasza Gawrona.

### Grupa Filmowa Darwin
W 2012 wraz z kolegą ze studiów, Janem Jurkowskim, założył kanał o nazwie Grupa Filmowa Darwin w serwisie YouTube, na którym obaj tworzyli filmy krótkometrażowe. Popularność przyniosła im seria Wielkie Konflikty. Po tym sukcesie postanowili założyć nowy kanał pod tytułem G.F. Darwin, gdzie przenieśli produkcje z Wielkich Konfliktów, natomiast stary przemianowali na Archiwum Darwina i zachowali tam resztę swojej twórczości. Wraz z rozwojem kanału powstały nowe cykle filmowe: Shorty Darwina, Dziennik Internetowy czy Groovy Movie. W 2016 we współpracy z telewizją TVN stworzyli serial rozrywkowy Wielkie teorie Darwina, ponowili ją w 2021 tworząc kolejny serial komediowy Misja. W 2017 nakręcili odcinek pt. 1% do miniserialu Netflixa Czarne lusterko.
W 2019 wspólnie z Janem Jurkowskim napisał książkę To (nie) koniec świata dotyczącą ich twórczości w ramach G.F. Darwin.

### Życie prywatne
Interesuje się ezoteryką, religiami i fantasy.

## Spektakle teatralne[1][3][5]
- 2009: Woyzeck (reż. Andrzej Domalik)
- 2009: Tramwaj zwany pożądaniem (reż. Dariusz Starczewski) – jako Młody inkasent
- 2010: Kubuś i reszta (reż. Ewa Kaim)
- 2010: Nadobnisie i koczkodany (reż. Adam Nawojczyk) – jako Mandelbaum
- 2011: Ja-jestem-nim (reż. Szymon Kaczmarek)
- 2012: Bracia Karamazow (reż. Anna Leśniak) – jako Mitia
- 2012: Healter Skelter – Czarna komedia z momentami metafizycznymi (reż. Paweł Świątek)
- 2013: Smutki tropików (reż. Paweł Świątek)
- 2016: Szczekające psy (reż. Tomasz Gawron) – jako Niel

## Filmografia[2][3][13]

### Aktor
- 2012: Czas honoru – gościnnie jako student (seria V, odc.8)
- 2014-2019: Wielkie Konflikty – różne role
- 2015: Pielęgniarki – gościnnie (odc. 86)
- 2016: Wielkie teorie Darwina – różne role
- 2017: W rytmie serca – gościnnie jako nauczyciel wychowania fizycznego (odc. 2)
- 2017: Biura i Ludzie – jako Mistrz gry
- 2017: Prezydenci i Premierzy – jako Mistrz gry
- 2017: Gwiezdny Szeryf – jako kosmita
- 2017: Czarne lusterko – jako pielęgniarz (odc. 4)
- 2018: Niedobitki i Mutanci – jako Mistrz gry
- 2018: Gwiezdny Szeryf 2 – jako kosmita
- 2019: Szewczyk Dratewka – jako lord Lizing
- 2019: Mały Grand Hotel – gościnnie jako iluzjonista Gold Paulini (odc. 6)
- 2019: Jaś i Małgosia - rodzeństwo, które przeżyło! – jako Sobiesław/Czarodziej kaptur
- 2021: Bóg internetów – jako on sam
- 2021: Pani B. – jako Vulnero/Rafał
- 2021: Misja – Arkadiusz Słowacki

### Producent i scenarzysta
- 2014-2019: Wielkie Konflikty
- 2016: Wielkie teorie Darwina
- 2017: Biura i Ludzie
- 2017: Prezydenci i Premierzy
- 2017: Gwiezdny Szeryf
- 2017: Czarne lusterko
- 2018: Niedobitki i Mutanci
- 2018: Gwiezdny Szeryf 2
- 2019: Wujek Chip
- 2019: Szewczyk Dratewka
- 2019: Jaś i Małgosia - rodzeństwo, które przeżyło!
- 2021: Pani B.
- 2021: Misja

### Reżyser
- 2013: Człowiek bez właściwości – drugi reżyser
- 2017: Wielkie Konflikty – część odcinków
- 2017: Biura i Ludzie

## Nagrody
- 2018: Grand Video Awards w kategorii rozrywka za film krótkometrażowy Gwiezdny Szeryf[2]